# Tom yum
Tom yum (tailandés: ต้มยำ, denominado a veces como tom yam) es una sopa originaria de Tailandia, que constituye uno de los platos más representativos de la gastronomía de ese país.

## Características
Se caracteriza por su mezcla distintiva de sabores y aromas procedentes del empleo generoso de hierbas aromáticas. El caldo de base tiene ingredientes como la hierba limón, hojas de lima kaffir, galangal, chalotas, zumo de lima, salsa de pescado, tamarindo y chiles molidos. Se sirve con gambas (tom yum goong), pollo (tom yum gai),  pescado (tom yum pla) o con una mezcla de mariscos (tom yum talay o tom yum po tak) y setas. La sopa se cubre con hojas picadas de coriandro (cilantro). En algunas ocasiones se añade mermelada de chiles (nam prik pao, น้ำพริกเผา)  para proporcionar un color anaranjado a la sopa.
Es menos popular una variedad denominada tom yum nam khon (ต้มยำน้ำข้น), en la que se vierte leche de coco al caldo y se elabora casi siempre con camarones. Otros son el tom kha o el tom kha gai, en los que predomina el sabor del galangal y emplean pollo. Menos conocido fuera de Tailandia es el tom klong.

## En la cultura popular
Hay una película tailandesa llamada Tom yum goong, protagonizada por Tony Jaa y Petchtai Wongkamlao, que fue lanzada en la cartelera internacional con el título de Thai Dragon oThe Protector.